# House in the Clouds
La House in the Clouds (de l'anglais signifiant littéralement « maison dans les nuages ») est un château d'eau situé dans le village anglais de Thorpeness, dans le Suffolk, et dont la particularité est d'avoir sa partie supérieure en forme de maison.

## Histoire
Construit en 1923, la maison n'était là que pour cacher le réservoir de 50 000 gallons (plus de 227 m3) afin de préserver le paysage.
Son créateur, Glencairn Stuart Ogilvie, qui a dit avoir voulu « un château d'eau fantaisiste dans un village fantaisiste ». Toutes ses terres à Thorpeness sont développées autour du thème de Peter Pan. L'architecte en charge de l'ouvrage est Frederick Forbes-Glennie.
La tour de l'édifice comptait sept chambres et deux salles de réception. Le nom House in the Clouds est choisi par l'auteur de livres pour enfants Malcolm Mason.
La réserve d'eau est retirée en 1979, après que la ville de Thorpeness ait été reliée au système d'eau de la région. La salle supérieure est devenue une grande galerie.